# كأس إسكتلندا 1912–13
كأس اسكتلندا 1912–13 (بالإنجليزية: 1912–13 Scottish Cup)‏ هو موسم من كأس اسكتلندا. كان عدد الأندية المشاركة فيه 34، وفاز فيه نادي فالكيرك.